# Coelioxys reticulata
Coelioxys reticulata är en biart som beskrevs av Pasteels 1968. Coelioxys reticulata ingår i släktet kägelbin, och familjen buksamlarbin. Inga underarter finns listade i Catalogue of Life.